# Ring artifact
I ring artifact (o ring artefact), espressione traducibile in italiano come "artefatti ad anello", sono delle anomalie tecniche nelle immagini di TAC, costituite da cerchi concentrici in corrispondenza dell'asse di rotazione dell'apparecchio TAC.
Il nome sta ad indicare la loro caratteristica forma circolare, anche se è possibile che si presentino sotto forma di archi di circonferenza.
Questi artefatti sono generati principalmente da una mancata calibrazione dell'apparecchio TAC, o da danni ai sensori che producono un difetto puntuale (il quale, ruotando assieme al raggio, disegna un cerchio).
Sono frequenti nelle TAC di terza generazione, ma più rare nelle TAC di quarta generazione e nelle TAC a spirale, grazie a nuovi algoritmi che ne riducono l'insorgenza.